# Auditorio Nacional
Das Auditorio Nacional ist eine Mehrzweckhalle in der mexikanischen Hauptstadt Mexiko-Stadt nahe dem Chapultepecpark, die 10.000 Zuschauern Platz bietet. Die Halle liegt an der Paseo de la Reforma, der Hauptverkehrsstraße der Stadt. 

## Geschichte
Das Auditorio Nacional wurde 1952 eröffnet und war 1954 während der Zentralamerika- und Karibikspiele Austragungsort von Volleyball- und Basketballspielen. 1958 traten im Auditorio Nacional unter anderem das San Francisco Ballet und die New Yorker Philharmoniker auf. 
Während der Olympischen Sommerspiele 1968 fanden im Auditorio Nacional die Wettbewerbe im Turnen statt. Dafür wurde die Halle mit 3000 zusätzlichen, mobilen Sitzen ausgestattet, so dass insgesamt 12.450 Zuschauer Platz fanden. In der Folge fanden vor allem internationale Konzerte, Ausstellungen, Tanzveranstaltungen und Filmaufführungen statt. 1990 wurde die Halle renoviert. In den Jahren 1993 und 2007 wurde im Auditorio Nacional die Miss Universe gekürt.